# Список ставропигиальных монастырей Русской православной церкви

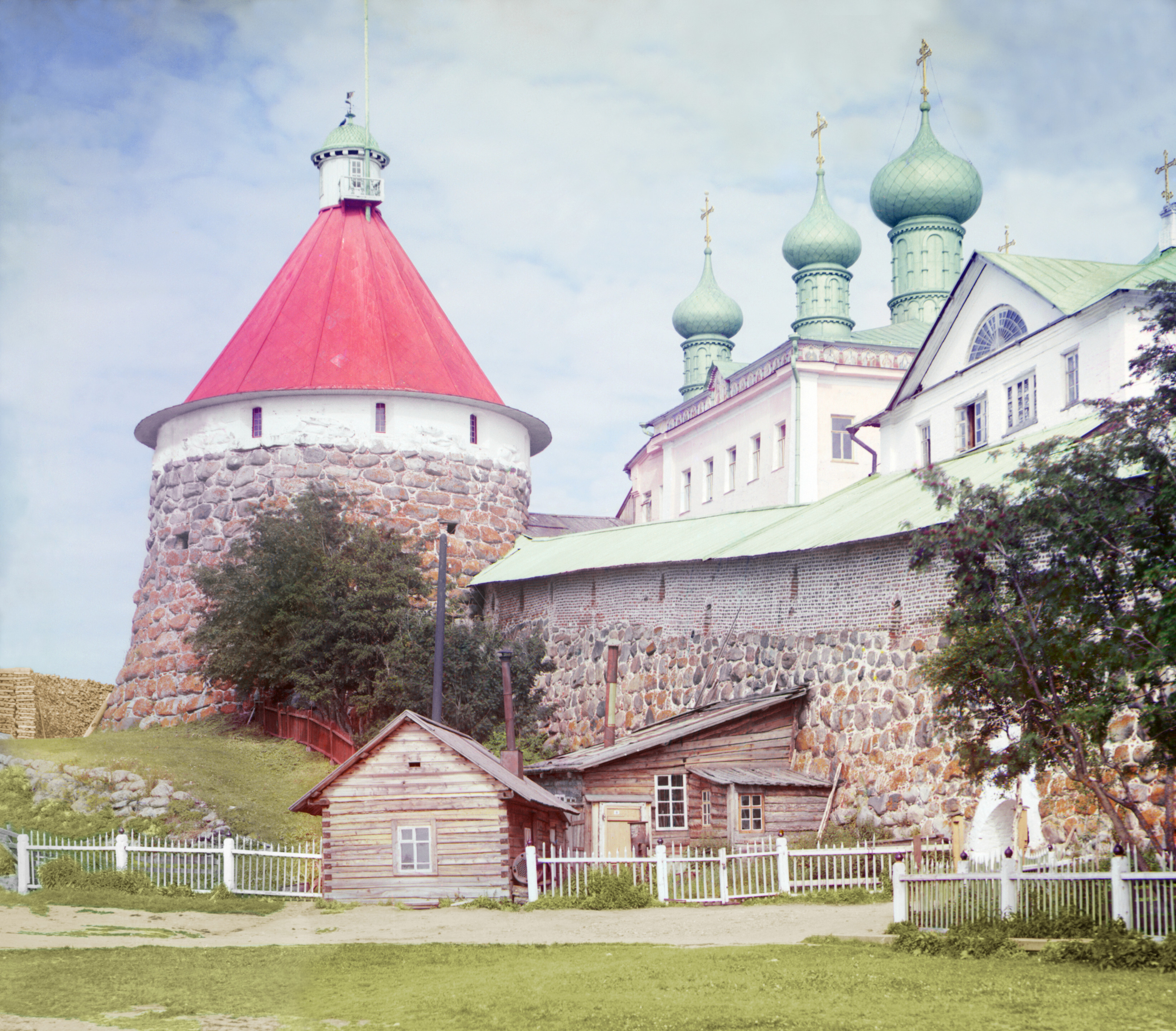
Сергей Прокудин-Горский. Соловецкий монастырь в 1915 году

В список включены исключительно монастыри Русской православной церкви, имеющие ставропигиальный статус и управляемые патриархом Московским и Всея Руси.
В основном списке нет управляемых митрополитом Киевским и всея Украины ставропигиальных монастырей Украинской православной церкви.
По состоянию на декабрь 2024 года, в составе Русской православной церкви к патриаршим ставропигиальным относятся 34 монастыря: 15 мужских и 19 женских.
Список отсортирован по алфавиту.

## Мужские ставропигиальные монастыри
В Москве
1. Андреевский ставропигиальный мужской монастырь[2] (Москва)
2. Высоко-Петровский ставропигиальный мужской монастырь (Москва)
3. Данилов ставропигиальный мужской монастырь (Москва)
4. Донской ставропигиальный мужской монастырь (Москва)
5. Заиконоспасский ставропигиальный мужской монастырь (Москва)
6. Новоспасский ставропигиальный мужской монастырь (Москва)
7. Сретенский ставропигиальный мужской монастырь (Москва)

В Московской области
1. Воскресенский Ново-Иерусалимский ставропигиальный мужской монастырь (Истра)
2. Высоцкий ставропигиальный мужской монастырь (Серпухов)[5]
3. Екатерининский ставропигиальный мужской монастырь (Видное)[5]
4. Иосифо-Волоцкий ставропигиальный мужской монастырь (с. Теряево)
5. Николо-Угрешский ставропигиальный мужской монастырь (Дзержинский)
6. Саввино-Сторожевский ставропигиальный мужской монастырь (Звенигород)
7. Свято-Троицкая Сергиева лавра (Сергиев Посад)

В других регионах России
1. Введенский ставропигиальный мужской монастырь Оптина пустынь (Калужская область)
2. Спасо-Преображенский Валаамский ставропигиальный мужской монастырь (Валаамский архипелаг)
3. Спасо-Преображенский Соловецкий ставропигиальный мужской монастырь (Соловецкие острова)

## Женские ставропигиальные монастыри
В Москве
1. Алексеевский ставропигиальный женский монастырь[2] (Москва)
2. Богородице-Рождественский ставропигиальный женский монастырь (Москва)
3. Богородице-Смоленский Новодевичий ставропигиальный женский монастырь[6] (Москва)
4. Зачатьевский ставропигиальный женский монастырь (Москва)
5. Иоанно-Предтеченский ставропигиальный женский монастырь (Москва)
6. Марфо-Мариинская обитель милосердия — Ставропигиальный женский монастырь (Москва)
7. Покровский ставропигиальный женский монастырь (Москва)
8. Троице-Одигитриевская Зосимова пустынь (Москва)

В Московской области
1. Борисоглебский Аносин ставропигиальный женский монастырь (с. Аносино, Истринский район)
2. Крестовоздвиженский Иерусалимский ставропигиальный женский монастырь (Домодедово)
3. Покровский Хотьков ставропигиальный женский монастырь (Хотьково)
4. Свято-Троицкий Александро-Невский ставропигиальный женский монастырь (с. Акатово)

В других регионах России
1. Иоанновский ставропигиальный женский монастырь (Санкт-Петербург)
2. Казанская Амвросиевская ставропигиальная женская пустынь (Калужская область)
3. Николо-Вяжищский ставропигиальный женский монастырь (Новгородская область, Новгородский район)
4. Никольский Шостьенский ставропигиальный женский монастырь[3] (Рязанская область, Шостье, Касимовский район)
5. Свято-Троицкий Стефано-Махрищский ставропигиальный женский монастырь (Владимирская изобласть)
6. Всецарицынский ставропигиальный женский монастырь[4](Краснодарский край)

В других странах
1. Пюхтицкий Успенский ставропигиальный женский монастырь (Эстония)
2. Свято-Троицкий Корецкий ставропигиальный женский монастырь (Украина)

## Ставропигиальные монастыри Белорусской православной церкви
Список ставропигиальных монастырей Белорусской православной церкви:
1. Успенский Жировичский мужской монастырь в Жировичах.
2. Введенский Богушский женский монастырь в Богушах[бел.].
3. Спасо-Евфросиньевский женский монастырь в Полоцке.
4. Рождество-Богородичный женский монастырь в Гродно.